# Max Keller (Komponist)

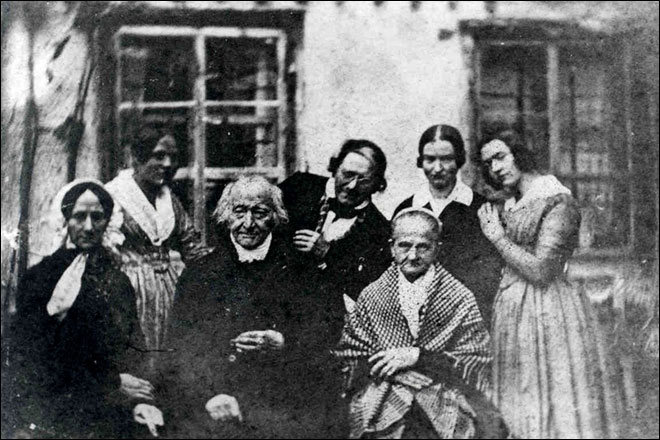
Max Keller im Kreis seiner Familie neben seiner Frau Josefa (rechts); links von ihm angeblich Constanze Mozart. Daguerreotypie datiert auf 1840 (?)

Max Keller (* 7. Oktober 1770 in Trostberg, Oberbayern; † 16. September 1855 in Altötting) war ein deutscher Komponist und Organist.

## Leben
Keller war etwa ab 1780 Sängerknabe im Benediktinerkloster Seeon, wo er auch seine wissenschaftliche und musikalische Ausbildung erhielt. Dort wurde er 1788 Organist, gleichzeitig war er Schüler Michael Haydns in Salzburg. 1799 ging er als Organist nach Burghausen und 1801 als kurfürstlicher Kapellorganist nach Altötting, wo er bis zu seiner Pensionierung 1851 blieb.

## Werke
Als Kirchenkomponist schuf er Messen (besonders deutsche), Litaneien, Adventslieder und kleine Orgelstücke. Er schuf hauptsächlich Werke für Kirchen mit beschränkten Verhältnissen: Messen für ein oder zwei Singstimmen mit Orgel und fakultativ Hörnern.
- Sechs Deutsche Messen für eine Singstimme und Orgel, (zweite Singstimme und 2 Hörner ad lib.) (ca. 1810, Salzburg, Duyle)

Nr. 1 „Wir finden, guter Gott, uns hier“ C-Dur
Nr. 2 „Wir werfen uns darnieder“ F-Dur
Nr. 3 „Wir knien in deinem Tempel hier“ F-Dur
Nr. 4 „Sieh Gott vom Himmel nieder“ B-Dur
Nr. 5 „Herr, deiner Kirche Glieder“ F-Dur
Nr. 6 „O bester aller Väter“ C-Dur
- Zwei deutsche Messen für eine oder zwei Singstimmen und Orgel, 2 Hr ad lib. (Salzburg, Duyle)

Nr. 7 „Lass uns Jesu“ G-Dur
Nr. 8 „Standhaft sei, o Gott“ D-Dur
- Sechs deutsche Messen für eine Singstimme und Orgel, mit einer zweiten und dritten Singstimme, 2 Violinen, 2 Flöten, 2 Klarinetten, 2 Hörner, 2 Trompeten, Pauke und Bass ad lib. in C, F, G, Es, A und C (München, Falter und Passau, Pustet)
- Drei lateinische Messen für Landchöre dreistimmig und Orgel (München, Falter)
- Drei lateinische Messen für Landchöre einstimmig und Orgel (mit anderen Stimmen und Instrumenten ad lib.) (München, Falter), Nr. 1 in G/D, Nr. 2 in D/F und Nr. 3 in F/B
- Zwei deutsche Bittmessen, einstimmig und Orgel (München, Falter)
- Deutsche Messe C-Dur für die Gedächtnistage der Kirchweihe, einstimmig und Orgel (Orchester ad lib.) (1815? München, Falter)
- Solemne Messe in C-Dur für vierstimmigen Chor, Orchester und Orgel (Böhm)
- Missa quadragesimalis pro Feria 5ta in Coena Domini, Es-Dur op. 14, vierstimmiger Chor, Bass und Orgel (Seeon 10. August 1798, gewidmet Abt Lambert Neisser)
- Sieben Lytaniae Lauretanae op. 39, SATB, 2 Hörner, 2 Trompeten, Pauken, 2 Violinen, Viola und Orgel (1805 Augsburg, Lotter)
- Popule meus (F-Dur), SATB und Orgel (Seeon 8. Februar 1798, KBM 2 FW115)
- Stella coeli op. 4,2 (G-Dur), SATB und Orgel (Seeon 8. Mai 1797, KBM 2 FW118)
- Stella coeli op. 4,3 (A-Dur), SATB und Orgel (Seeon 10. Mai 1797, KBM 2 FW120)
- Stella coeli op. 21,2 (G-Dur), SATB, 2 Violinen und Orgel (Seeon Februar 1798, KBM 2 FW119)
- Stella coeli op. 21,3 (C-Dur), SATB, 2 Violinen und Orgel (Seeon 18. Februar 1798, KBM 2 FW116)
- Stella coeli op. 21,5 (Es-Dur), SATB, 2 Violinen und Orgel (Seeon 26. Mai 1795, KBM 2 FW117)
- Gaudete in Domino (Arie für Sopran)
- Zwölf Orgelstücke zum Gottesdienstlichen Gebrauche
- Töne der Andacht während der heiligen Messe op. 165